# Uvaria cinerascens
Uvaria cinerascens este o specie de plante angiosperme din genul Uvaria, familia Annonaceae. A fost descrisă pentru prima dată de Friedrich Anton Wilhelm Miquel, și a primit numele actual de la L. L. Zhou, Y. C. F. Su och Richard M.K. Saunders. Conform Catalogue of Life specia Uvaria cinerascens nu are subspecii cunoscute.